# Мишанья, Марко
Марко Мишанья (итал. Marco Misciagna итальянское произношение: [ˈmarko miʃʃaɲɲa] (слушать)о файле; 5 февраля 1984) — итальянский скрипач и альтист.

## Биография
Родился в Бари (Апулия), Италия. В возрасте 15 лет окончил Консерваторию Н. Пиччинни в Бари по классу скрипки и альта, а затем окончил Национальную академию Святой Цецилии в Риме. Он был приглашен бывшим президентом Итальянской Республики Карло Азелио Чампи в Квиринальский дворец в Риме как лучший студент консерватории. Учился у Коррадо Романо, Эдуа́рд Грач и Джордже Тркулия (концертмейстер Загребского квартета). Затем он специализировался с Сальваторе Аккардо в Академии Штауффера, в Кремоне, с Борисом Белкиным и с Юрием Башме́том в Музыкальной академии Киджи в Сиене, где он получил два Почетных диплома и дважды премию "Monte dei Paschi di Siena" как лучший скрипач и лучший альтист (впервые в истории Академии).
В 1999 году стал лауреатом Первой премии молодых талантливых музыкантов «М. Benvenuti» Витторио Венето.
В течение многих лет он был солистом Испанский струнный оркестр Малаги и гостем важных залов и международных учреждений, включая Берлинскую филармонию, Филармонию Эссена, Laieszahalle в Гамбург, Розенгартен в Мангейм, Мейстерзингерхалле в Нюрнберге, принц Театр Регент в Монако, Театр Арриага в Бильбао, Музикферайн в Вене, Театр Виктории Евгении в Сан-Себастьяне, Зал камерной музыки Комитаса, Национальную оперу Украины, Дар Себастьян в Тунисе, Sala Sinopoli Auditorium Parco della Musica в Риме, Театр Бальбоа в Сан-Диего, Театр Фокса Тусона, Аудитория Святого Франциска в Санта-Фе, CW Eisemann Center, Театр Руддера, Театр Империи (Техас, США), Американский театр в Хэмптоне (Вирджиния, США), Леман-центр и Карнеги-холл в Нью-Йорк.

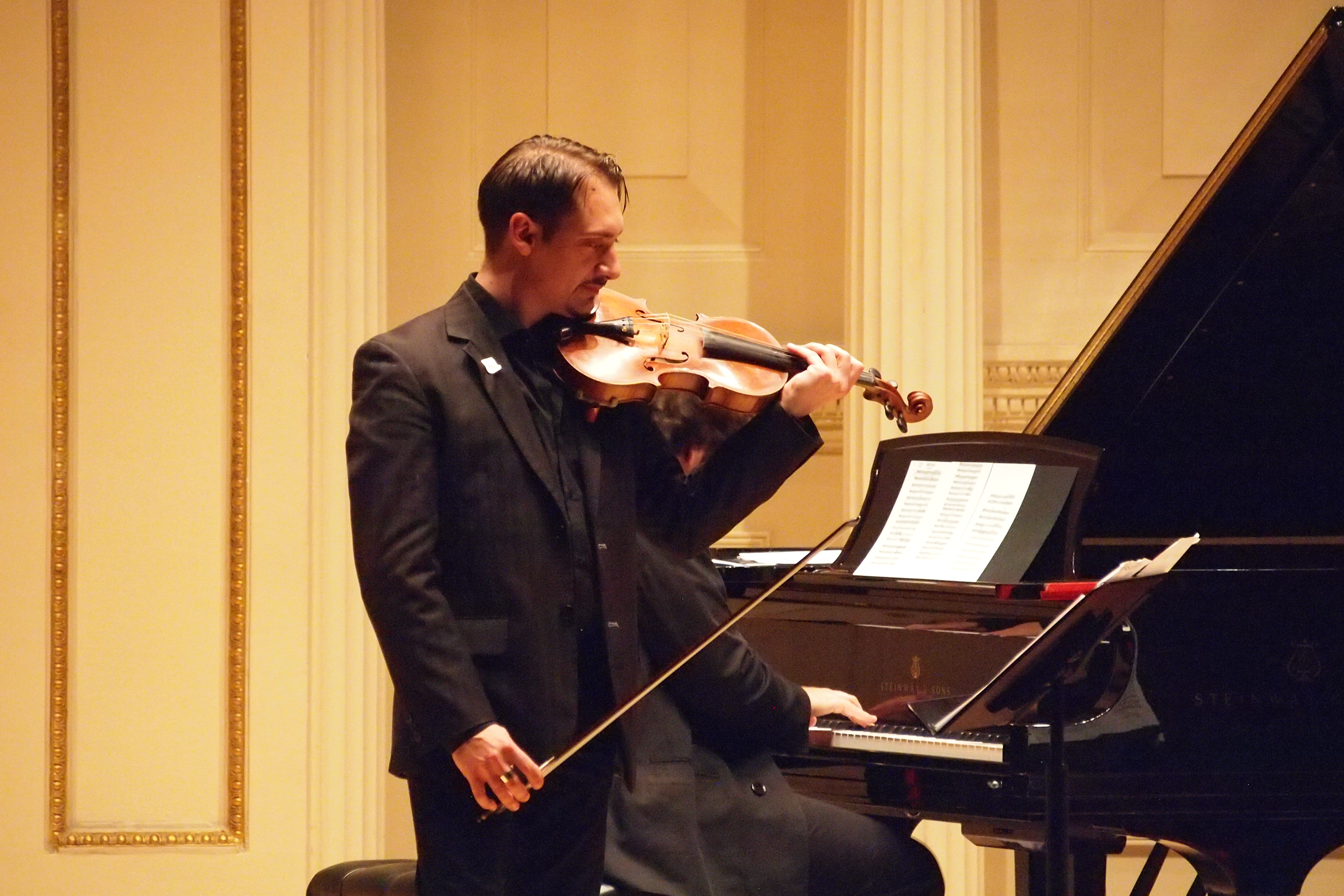
Марко Мишанья во время концерта в Карнеги-холле в Нью-Йорке, 23 мая 2015 года

Он сотрудничал с Уто Уги, Александром Рудиным, Сергеем Стадлером, Александром Марковым, Марианой Сырбу, Джанлуиджи Гельметти, Рамином Бахрами, Энтони Пэем, Франко Петракки, Хосе Серебриером и Владимиром Зубицким.
Почетный солист Архангельского государственного камерного оркестра, Camerata Esteban Salas и Orchestra Sinfonica de Oriente (Куба).
В 2018 году получил Золотую медаль от вице-премьер-министра Украины за празднование 150-летия Киевской оперы.
Он является офицером добровольческого военного корпуса итальянского Красного Креста, вспомогательного подразделения вооруженных сил, с указом президента Республики.
Он выиграл две золотые медали на церемонии вручения наград Global Music Awards 2024 в Калифорнии.
Он участвовал в радиошоу Vite in Musica (13 серий), транслировавшемся на RaiPlay Sound, посвященном итальянскому композитору Марко Анзолетти. Программа, посвященная жизни и творчеству Анзолетти, включала выступления и интерпретации музыки композитора.

### Преподавательская деятельность
Он профессор игры на альте в Государственной консерватории имени Нино Рота в Монополи, а также приглашённый профессор игры на скрипке и альте в Университете Билкент в Анкаре (Турция). Является почётным профессором Тамбовской государственной консерватории имени Сергей Рахманинова, Дальневосточной государственной академии искусств во Владивостоке (Россия), Высшего института музыки Суса (Университет Суса, Тунис), Консерватория Эстабана Саласа в Сантьяго-де-Куба, Национальная младшая академия музыки имени Петтмана (Окленд, Новая Зеландия), Ереванская государственная консерватория имени Комитаса (Армения).

## Дискография

### Альбомы
- Note di Solidarietà per Casalnuovo Monterotaro - Произведения Генрик Венявский, Генрих Вильгельм Эрнст и Никколо Паганини. Марко Мишанья (скрипка). Dynamic (CDT5065). 2003[16]
- Christmas In Classic - Марко Мишанья (скрипка/альта). Terramiamusic. 2010[17]
- Карулли, Джулиани, Паганини - Марко Мишанья (скрипка). Digressione Music (DCTT113). 2011[18]
- Сетте - Марко Мишанья (скрипка). Digressione Music (DIGR77). 2017[19]
- The Curve Of A Day - Марко Мишанья (скрипка). Idyllium. 2016[20]
- Beautiful Melodies для альта и фортепиано - Марко Мишанья (альта). IMD100. 2021[21]
- Камерные и фортепианные сольные произведения, Vol. 3 - Марко Мишанья (альта). IMD. 2020[22]
- The Greatest Movie Soundtracks для альта и фортепиано - Марко Мишанья (альта). IMD. 2022[23]
- Полное собрание музыки Мориса Вье для альта без аккомпанемента (запись мировой премьеры) - Марко Мишанья (альта). Digressione Music (DCTT129). 2022[24]
- Бартоломео Кампаньоли: 41 каприс для альта, соч. 22, аранжировка для альта и фортепиано Карла Альберта Тоттмана - Марко Мишанья (альта). Brilliant Classics (96551). 2022;[25] С этим альбомом он выиграл две золотые медали на церемонии вручения наград Global Music Awards 2024 в Калифорнии[10]
- Федериго Фиорилло: 36 каприса для скрипки соло Op.3 переложении для альта Марко Мишанья - Марко Мишанья (альта). Brilliant Classics (97018).  2023[26]
- Альбрехт Блюменстенгель: 24 этюда Op.33 для скрипки в переложении для альта Марко Мишанья - Марко Мишанья (альта). MM. 2023[27]
- Рихард Хофманн: 15 этюдов Op.87 для альта - Марко Мишанья (альта). MM. 2024[28]
- Франческо Паоло Суприани: 12 токкат для виолончели в переложении для альта Марко Мишанья - Марко Мишанья (альта). MM. 2024[29]
- Эмиль Пуайе: 20 этюдов и характеристик пения для скрипки в переложении для альта Марко Мишанья - Марко Мишанья (альта). MM. 2024)[30]
- Антонио Бартоломео Бруни: 25 этюдов для альта (мировая премьера записи) - Марко Мишанья (альта). MM. 2024[31]
- Франц Антон Хоффмайстер: 12 этюдов для альта - Марко Мишанья (альта). MM. 2025[32]
- Агусти́н Пи́о Ба́рриос Мангоре́: Композиции Аранжировка для альта соло Марко Мишанья - Марко Мишанья (альта). MM. 2025[33]
- Георг Абрахам Шнайдер: 6 Solos для альта, соч. 19 и вариации, соч. 44 (Аранжировка для альта Марко Мишанья) - Марко Мишанья (альта). MM. 2025[34]

### Синглы и мини-альбомы (EP)
- Богемская рапсодия, Аранжировка для альта соло Марко Мишанья (Live) - Марко Мишанья (альта). MM. 2024[35]
- Tico Tico no Fuba, Аранжировка для альта соло Марко Мишанья (Live) - Марко Мишанья (альта). MM. 2024[36]
- Samba для альта соло (Live) - Марко Мишанья (альта). MM. 2024[37]
- Генрих Игнац Франц фон Бибер: Пассакалия для альта соло , Аранжировка Марко Мишанья (Live); Марко Мишанья (альта). MM. 2024[38]
- Иога́нн Себастья́н Бах: Соната No.1, BWV 1001, переложении для альта Марко Мишанья (Live) - MM. 2024[39]
- Иога́нн Себастья́н Бах: Токката и фуга ре минор (BWV 565), Аранжировка для альта соло Марко Мишанья (Live) - MM. 2024[40]
- Йиржи Геролд: этюдов для альта - Марко Мишанья (альта). MM. 2025[41]

## Kомпозиции и аранжировки
Оригинальные композиции:
- Два каприса фламенко для альта без аккомпанемента - El vito / Malagueña (также версия для скрипки без аккомпанемента) [42]
- Интродукция и вариации на тему Мер Айреник (Государственный гимн Армении) для альта без аккомпанемента [43]
- Morricone Film Suite для альта соло (Сюита в 8 частях, дань уважения Эннио Морриконе ) [44]
- Viola Blues для альта без аккомпанемента [45]
- 6 Jazz Viola Preludes для альта без аккомпанемента (1-рэгтайм, 2-кафе-концерт, 3-рэгтайм-буги, 4-баллада, 5-J.S.Bach Joke, 6-джаз-альтовая прелюдия) [45]
- Иерусалимская фантазия для альта без аккомпанемента (посвящение А.Виницкому) [46]
- Самба для альта без аккомпанемента (дань уважения А.Виницкому) [47]
- Star Wars Suite для альта без аккомпанемента (дань уважения Джону Уильямсу) [44]
- Jazz Caprices для альта без сопровождения [44]
- 3 пьесы, посвящение Чарли Берду для альта без аккомпанемента (1-Swing'59, 2-Blues for Felix, 3-Spanish Viola Blues) [44]
- Фантазия на тему ирландской народной песни «Последняя роза лета»: для скрипки и фортепиано / Ромоло Пио Мискианья; (обработка и каденция скрипки Марко Мишанья) [48]

Аранжировки :
- Исаак Альбенис: Астурия (Asturias) для альта соло (из: Испанской сюиты № 1, для фортепиано, соч. 47) / Rumores de la caleta для альта соло (из: Recuerdos de viaje, для фортепиано, соч. 71) [49]
- Франсиско Таррега: Танго, Воспоминания об Альгамбре (Recuerdos de la Alhambra), арабская прихоть (Capricho árabe), для альта (оригинал для гитары) [49]
- Фернандо Сор: Анданте для альта (из: 24 leçons Progressives, для гитары, соч. 31) [49]
- Мануэль Де Фалья: Danza del Molinero aus El sombrero de tres picos для альта[50]
- Хулио Сальвадор Сагрерас: El colibrí - Imitación al vuelo del picaflor для альта[50]
- Жак Биттнер: Сюита для альта [51]
- Карл Филипп Эммануэль Бах: Pedal Excercitium, для альта [51]
- Карл Филипп Эммануил Бах: Соната минор, для альта [51]
- Агусти́н Пи́о Ба́рриос Мангоре́: Собор (La Catedral) / Джулия Флорида (Julia Florida) для альта (оригинал для гитары)[52]
- Агусти́н Пи́о Ба́рриос Мангоре́: Собор (La Catedral) / Джулия Флорида (Julia Florida) для виолончели (оригинал для гитары)[53]

## Награды
- 2017 - Премия «Arte, Sport e territorio» - Excellence from Puglia.
- 2019 - Международная премия "Fontane di Roma" (37-е издание) [54]
- 2019 - Премия Элмо «Истории обычной культуры» [55]
- 2019 - Международная премия — Золотая медаль «Maison des Artistes» ( Римский университет Сапиенца );[56]
- 2019 - Международная премия Константина Великого (Константинианский Немагнический Орден Святого Стефана);[57]
- 2019 - Премия «Vigna d'Argento» ( Палаццо Монтечиторио, Палата депутатов, Рим);[58]
- 2019 - Международная премия «Герцогиня Лукреция Борджиа» [59]
- 2019 - Международная премия города Неаполя в области искусства, культуры и моды, 9-й выпуск Академии Оскар.[60]
- 2019 - «Премия Цицерона» (Fondazione «Marco Tullio Cicerone») [61]
- 2019 - Премия Винченцо Крочитти ("VINCE International", Рим) [62]
- 2019 - Золотая награда Histonium [63]
- 2019 - Премия Моны Лизы 2019 [64]
- 2020 - Премия Убальдо Лея [64]
- 2020 - Премия «Серебряная химера» 2020 [65]
- 2021 - Национальная премия «Серебряный орел» [66]
- 2024 - 2 золотые медали (Лучшая классика / Лучший дуэт) за компакт-диск «Кампаньоли: 41 каприс для альта Op.22 в аранжировке Карла Альберта Тоттмана для альта и фортепиано», Global Music Awards (Ла-Хойя, Калифорния)[10]
- Серебряная юбилейная медаль Священного военного Константиновского ордена Святого Георгия, врученная 16.04.2016;[67]
- Серебряная медаль «За заслуги перед 300-летием Bolla Militantis Ecclesiae, провозглашенной Папой Климентом XI» Священного Военного Константиновского Ордена Святого Георгия, врученная 27.05.2018;[67]
- Золотая медаль - Празднование 150-летия Национальной оперы Украины (май 2018 г.) [68]
- Почетное гражданство города Айвалык - Турция (февраль 2018 г.) [69]
- Медаль за сотрудничество в Украине. № 988 - 2 ноября 2020 г.[70]
- Медаль ордена Святого Георгия Украина. № 1725 - 2 ноября 2020 г.[71]
- Почетный гость города Сантьяго-де-Куба [72]

## Рекомендации
1. 1 2 3 4 5  Alion Baltic Music Festival | Marco Misciagna. alionbalticfestival.com. Дата обращения: 15 апреля 2023. Архивировано 16 февраля 2017 года.
2. ↑  Umbria, Redazione Vivo. Uto Ughi in quartetto a Gubbio (неопр.). Vivo Umbria (29 августа 2019). Дата обращения: 13 марта 2023. Архивировано 14 марта 2023 года.
3. ↑  AIMA ustalık sınıfları 18 Haziran'da başlıyor (тур.). Дата обращения: 19 марта 2023. Архивировано 19 марта 2023 года.
4. ↑  Virtuoosid kinkisid publikule unustamatu kontserdielamuse (эст.). Raplamaa Sõnumid (8 августа 2018). Дата обращения: 19 марта 2023. Архивировано 19 марта 2023 года.
5. ↑  DSC_0358.JPG | Fondazione Ravello. ravellofestival.photoshelter.com. Дата обращения: 14 апреля 2023. Архивировано 15 апреля 2023 года.
6. ↑  Источник (англ.), Архивировано из оригинала 3 мая 2023, Дата обращения: 4 июля 2023
7. ↑  Известный итальянский скрипач выступит с Архангельским государственным камерным оркестром. pravdasevera.ru. Дата обращения: 27 марта 2023. Архивировано 27 марта 2023 года.
8. ↑  Источник (англ.), Архивировано из оригинала 24 апреля 2023, Дата обращения: 4 июля 2023
9. ↑  День Европы в Киеве: в Национальной опере Украины состоялся концерт Gala Europa. NV (31 мая 2019). Дата обращения: 14 апреля 2023. Архивировано 28 июня 2022 года.
10. 1 2 3  Global Music Awards. Архивировано 26 декабря 2024. Дата обращения: 5 июля 2024.
11. ↑  Marco Anzoletti | Playlist | Vite in musica | RaiPlay Sound (итал.). RaiPlaySound. Дата обращения: 2 октября 2024.
12. ↑  Marco Misciagna, docente di viola - Conservatorio di Monopoli. conservatoriodimonopoli.org. Дата обращения: 23 августа 2024. Архивировано 25 июля 2024 года.
13. ↑  Marco Misciagna Keman Ustalık Sınıfı. music.bilkent.edu.tr. Дата обращения: 25 декабря 2024.
14. ↑  Concert: "Violin Residency", Bilkent Concert Hall - Marco Misciagna. bilkent.edu/bilkent. Дата обращения: 25 декабря 2024.
15. ↑  Марко Мишанья. rachmaninov.ru. Дата обращения: 14 марта 2023. Архивировано 14 марта 2023 года.
16. ↑  Note di Solidarietà per Casalnuovo Monterotaro (итал.), Дата обращения: 15 апреля 2023
17. ↑  Marco Misciagna, Vito Vilardi - Christmas In Classic (итал.), Архивировано из оригинала 15 апреля 2023, Дата обращения: 15 апреля 2023
18. ↑  Carulli | Giuliani | Paganini - Marco Misciagna, Vito Vilardi - Carulli, Giuliani, Paganini (итал.), Архивировано из оригинала 15 апреля 2023, Дата обращения: 15 апреля 2023
19. ↑  4mg23x. SETTE (неопр.). Digressione Music. Дата обращения: 15 апреля 2023. Архивировано 12 февраля 2018 года.
20. ↑  L'ultima strada di Janusz Korczak (англ.), Архивировано из оригинала 15 апреля 2023, Дата обращения: 15 апреля 2023
21. ↑  Marco Misciagna, Marco Ciannella - Beautiful Melodies for Viola and Piano (итал.), Архивировано из оригинала 15 апреля 2023, Дата обращения: 15 апреля 2023
22. ↑  Chamber and Piano Solo Works, Vol. 3, Marco Ciannella por Marco Ciannella (неопр.). Qobuz. Дата обращения: 15 апреля 2023. Архивировано 15 апреля 2023 года.
23. ↑  Marco Misciagna, Marco Ciannella - The Greatest Movie Soundtracks For Viola And Piano (итал.), Архивировано из оригинала 15 апреля 2023, Дата обращения: 15 апреля 2023
24. ↑  4mg23x. MAURICE VIEUX (неопр.). Digressione Music. Дата обращения: 14 марта 2023. Архивировано 15 августа 2022 года.
25. ↑  Campagnoli: 41 Caprices for Viola Op.22, arranged for Viola & Piano by Carl Albert Tottmann - Brilliant Classics (нидерл.). www.brilliantclassics.com. Дата обращения: 14 марта 2023. Архивировано 30 ноября 2022 года.
26. ↑  Fiorillo: 36 Caprices Op.3 for Violin, Transcribed for Viola by Marco Misciagna - Brilliant Classics (нидерл.). www.brilliantclassics.com. Дата обращения: 17 августа 2023. Архивировано 17 августа 2023 года.
27. ↑  Blumenstengel: 24 Etudes Op.33 for Violin, Transcribed for Viola by Marco Misciagna (англ.). www.discogs.com. Дата обращения: 15 декабря 2023. Архивировано 16 декабря 2023 года.
28. ↑  Hofmann: 15 Studies Op.87 for Viola (англ.). www.discogs.com. Дата обращения: 18 марта 2024. Архивировано 19 марта 2024 года.
29. ↑  Supriani: 12 Toccatas for Cello, Transcribed for Viola by Marco Misciagna (англ.). www.discogs.com. Дата обращения: 12 мая 2024. Архивировано 20 мая 2024 года.
30. ↑  Poilleux: 20 Études chantantes et caractéristiques for Violin, Transcribed for Viola by Marco Misciagna (англ.). www.discogs.com. Дата обращения: 27 июля 2024. Архивировано из оригинала 27 июля 2024 года.
31. ↑  Bruni: 25 Etudes for Viola (World Premiere Recording) (англ.). www.discogs.com. Дата обращения: 27 июля 2024. Архивировано из оригинала 27 июля 2024 года.
32. ↑  Hoffmeister: 12 Etudes for Viola (англ.). www.discogs.com. Дата обращения: 11 августа 2025. Архивировано из оригинала 11 августа 2025 года.
33. ↑  Agustín Barrios Mangoré: Compositions Arranged for Viola Solo by Marco Misciagna (англ.). www.discogs.com. Дата обращения: 11 августа 2025. Архивировано из оригинала 11 августа 2025 года.
34. ↑  Georg Abraham Schneider: 6 Solos for Viola, Op. 19 & Variations, Op. 44 (arr. Misciagna) (англ.). www.discogs.com. Дата обращения: 11 августа 2025. Архивировано из оригинала 11 августа 2025 года.
35. ↑  Bohemian Rhapsody, Arranged for Viola Solo by Marco Misciagna (Live) (англ.). www.discogs.com. Дата обращения: 12 мая 2024. Архивировано 7 июня 2024 года.
36. ↑  Tico Tico No Fubá, Arranged for Viola Solo by Marco Misciagna (Live) (англ.). www.discogs.com. Дата обращения: 12 мая 2024. Архивировано из оригинала 6 июля 2024 года.
37. ↑  Marco Misciagna: Samba for Viola Solo (Live) (англ.). www.discogs.com. Дата обращения: 12 мая 2024. Архивировано из оригинала 27 июля 2024 года.
38. ↑  Heinrich Ignaz Franz Biber: Passacaglia for Solo Viola, Arranged by Marco Misciagna (Live) (англ.). www.discogs.com. Дата обращения: 27 июля 2024. Архивировано 27 июля 2024 года.
39. ↑  Bach: Sonata No.1, BWV 1001, Transcribed for Viola by Marco Misciagna (Live), Архивировано 20 сентября 2024, Дата обращения: 20 сентября 2024
40. ↑  Bach: Toccata & Fugue BWV 565, Arranged for Viola by Marco Misciagna (Live), Архивировано 7 октября 2024, Дата обращения: 4 октября 2024
41. ↑  Jiří Herold: Etudes for viola (англ.). www.discogs.com. Дата обращения: 11 августа 2025. Архивировано 11 августа 2025 года.
42. ↑  Источник (англ.), Архивировано из оригинала 24 апреля 2023, Дата обращения: 4 июля 2023
43. ↑  Источник (англ.), Архивировано из оригинала 10 февраля 2021, Дата обращения: 4 июля 2023
44. 1 2 3 4  SitoChiaro. List Arrangements (неопр.). Marco Misciagna. Дата обращения: 15 апреля 2023. Архивировано 15 апреля 2023 года.
45. 1 2  Источник (англ.), Архивировано из оригинала 24 апреля 2023, Дата обращения: 4 июля 2023
46. ↑  Источник (англ.), Архивировано из оригинала 12 мая 2023, Дата обращения: 4 июля 2023
47. ↑  Источник (англ.), Архивировано из оригинала 24 апреля 2023, Дата обращения: 4 июля 2023
48. ↑  Admin. Ricerca bibliografica (итал.). www.bncs.beniculturali.it. Дата обращения: 14 марта 2023. Архивировано 14 марта 2023 года.
49. 1 2 3  Viola Virtuosa Albéniz, Tárrega, Sor Vier Solo Transkriptionen aus Spanien. partitura-verlag.com. Дата обращения: 19 марта 2023. Архивировано 19 марта 2023 года.
50. 1 2  Viola virtuosa 2 | comprare nello shop online di Stretta (итал.). www.stretta-music.it. Дата обращения: 19 марта 2023. Архивировано 19 марта 2023 года.
51. 1 2 3  DA VINCI PUBLISHINGMarco Misciagna (амер. англ.). DA VINCI PUBLISHING. Дата обращения: 19 марта 2023. Архивировано 19 марта 2023 года.
52. ↑  Augustín Barrios Mangoré (1885–1944) La Catedral - Julia Florida für Viola. Дата обращения: 7 июня 2024. Архивировано 7 июня 2024 года.
53. ↑  Augustín Barrios Mangoré (1885–1944) La Catedral - Julia Florida für Viola. Дата обращения: 7 июня 2024. Архивировано 7 июня 2024 года.
54. ↑  37° Premio Fontane di Roma, i vincitori e la cerimonia - Agenzia Comunica. www.agenziacomunica.net. Дата обращения: 19 марта 2023. Архивировано 19 марта 2023 года.
55. ↑  NOMI DI ECCEZIONE PER IL PREMIO ELMO 2019 RIZZICONI (RC) 6 AGOSTO 2019 - ORE 21 » Eventspress (неопр.). Eventspress. Дата обращения: 19 марта 2023. Архивировано 19 марта 2023 года.
56. ↑  Peintres, graphistes, sculpteurs? les artistes auteurs affiliés à la Maison des artistes en 2005. Culture chiffres. 6 (6): 1. 2007. doi:10.3917/culc.076.0001. ISSN 1959-6928.
57. ↑  IL CONSOLE ONORARIO MARCO GINESI PRESENZIA ALLA VIII EDIZIONE DEL "CONSTATINUS MAGNUS". www.consolatorusan.it. Дата обращения: 14 марта 2023. Архивировано 16 марта 2023 года.
58. ↑  Da Lecce a Roma: il premio Vigna D'argento, edizione speciale in collaborazione con l'Associazione Pugliesi nel mondo. amp.romatoday.it. Дата обращения: 19 марта 2023. Архивировано 19 марта 2023 года.
59. ↑  "IV Edizione del Premio Internazionale Duchessa Lucrezia Borgia" a Bisceglie (Ba). www.cronacacomune.it. Дата обращения: 14 марта 2023. Архивировано 14 марта 2023 года.
60. ↑  Meritato successo per la nona edizione del premio "Città di Napoli" al Maschio Angioino (неопр.). Occhio all'Artista Magazine (12 сентября 2019). Дата обращения: 19 марта 2023. Архивировано 19 марта 2023 года.
61. ↑  Castellucci, Pubblicato da Ciro. Cicero Award 2019 | Fondazione M.T. Cicerone (неопр.). Дата обращения: 19 марта 2023. Архивировано 19 марта 2023 года.
62. ↑  Premiazioni 2019 (неопр.). Premio Vincenzo Crocitti International (26 марта 2020). Дата обращения: 19 марта 2023. Архивировано 19 марта 2023 года.
63. ↑  Premio nazionale Histonium, ecco le assegnazioni (итал.). Архивировано 27 марта 2023. Дата обращения: 27 марта 2023.
64. 1 2  Pastore, Vitoronzo. BIENNALE INTERNAZIONALE D'ARTE CONTEMPORANEA "BAROCCO SALENTINO" - Vitoronzo Pastore ⋆ (неопр.) (30 июля 2020). Дата обращения: 27 марта 2023. Архивировано 27 марта 2023 года.
65. ↑  Il premio Chimera d’argento 2020 assegnato a medici e sanitari. amp.cataniatoday.it. Дата обращения: 19 марта 2023.
66. ↑  Premio Nazionale "Aquila d'Argento" (XX Edizione - 2021). Misterbianco.COM (итал.). 22 мая 2021. Архивировано 19 марта 2023. Дата обращения: 19 марта 2023.
67. 1 2  SitoChiaro. Premi e riconoscimenti Marco Misciagna (неопр.). Marco Misciagna. Дата обращения: 15 апреля 2023. Архивировано 4 августа 2020 года.
68. ↑  День Европы в Киеве: в Национальной опере Украины состоялся концерт Gala Europa. NV (31 мая 2019). Дата обращения: 15 апреля 2023. Архивировано 28 июня 2022 года.
69. ↑  Fahri Ayvalıklı Misciagna’dan çılgın İspanyol dansları (тур.). www.hurriyet.com.tr. Дата обращения: 14 марта 2023. Архивировано 27 июля 2018 года.
70. ↑  Medal for Cooperation in Ukraine. No. 988 (02/11/2020). Дата обращения: 4 июля 2023. Архивировано 10 августа 2020 года.
71. ↑  Medal of the Order of St. George Ukraine. No.1725 – 2 November 2020;. Дата обращения: 4 июля 2023. Архивировано 8 апреля 2016 года.
72. ↑  PAGANINI. Sonata per la Grand Viola & Orchestra. MARCO MISCIAGNA (англ.), Архивировано из оригинала 23 апреля 2023, Дата обращения: 14 апреля 2023

## Внешние ссылки
- Официальный сайт Марко Мишанья
- МОРИС ВЬЕ
- Кампаньоли: 41 каприс для альта Op.22 в обработке для альта и фортепиано Карла Альберта Тоттмана - Brilliant Classics
- Марко Мишанья
- Марко Мишанья
- Балтийский музыкальный фестиваль Алион | Марко Мишанья
- Pantonale Musikveranstaltungen des Pantonale e. В. Берлин - ФИЛАРМОНИКА 2016
- IL CONSOLE ONORARIO MARCO GINESI PRESENZIA ALLA VIII EDIZIONE DEL «CONSTATINUS MAGNUS».
- Fahri Ayvalıklı Misciagna'dan çılgın İspanyol dansları